# هیتلر دیدی
هیتلر دیدی (انگلیسی: Hitler Didi) یک سریال درام هندی ساخته شبکه هندی زی تیوی است که ماجراهای مختلفی را دنبال می‌کند. در این سریال، راتی پاندی در نقش ایندیرا یا هیتلر دیدی، سومیت واتس در نقش ریکی دیوان یا ریشی کومار و آکاژ پاندی و آسیا کازی بازی می‌کنند.

## پخش در ایران
این سریال از شبکه فارسی‌زبان جم با دوبله فارسی پخش شد.